# バルゼー
バルゼーは、アニメ映画『さらば宇宙戦艦ヤマト 愛の戦士たち』（以降、『さらば』）、テレビアニメ『宇宙戦艦ヤマト2』（以降、『ヤマト2』）、アニメ映画『宇宙戦艦ヤマト2202 愛の戦士たち』（以降、『2202』）の登場人物。声優は大塚周夫（『2202』以外）、西村知道（『2202』）。

## キャラクター概要
白色彗星帝国の提督で、『さらば』では第7遊動機動隊（字幕では第6遊動機動部隊）指揮官、『ヤマト2』では帝国第1機動艦隊総司令として、地球攻略の指揮をとる。
登場作品により容貌が異なっており、『さらば』では眉が太い垂れ目の人物、『ヤマト2』では眉が細く襟足が長い壮年となっている。また、服装も『さらば』ではコートを着用していたが、『ヤマト2』ではマントを着用している。

## 劇中での登場
さらば宇宙戦艦ヤマト 愛の戦士たち
本作では超大型空母に乗艦している。第7遊動機動艦隊を率い、土星空域にて地球艦隊と交戦する。艦載機と潜宙艦による二段構えの攻撃で陣形を乱した後に包囲殲滅を企てるが、アンドロメダの拡散波動砲によって戦闘艦隊の大半を失い、大帝ズォーダーに叱責される。白色彗星が地球艦隊を壊滅させた後はメガロポリス上空へ飛来し、地球連邦政府に無条件降伏を勧告する。それ以降には登場しない。
宇宙戦艦ヤマト2
本作では戦艦メダルーザに乗艦している。第1話で初登場した後、第18話で再登場するまで本編中での出番はない。第18話でシリウス空域にて待機していた自艦隊とプロキオン方面軍のゲルン指揮下の機動部隊を率い、太陽系へ侵攻する。第20話でヤマト率いる機動部隊の奇襲によって機動部隊を失うが、戦力的に優位と判断して進撃を続行し、第21話で土星空域にてアンドロメダの土方竜率いる地球連合艦隊と交戦する。メダルーザの火炎直撃砲で地球艦隊へ大打撃を与えて戦局を優位に進めるが、土方の戦術的撤退によって土星の環へ誘い込まれた後、多数の氷塊が漂う中で不用意に火炎直撃砲を発射したために水蒸気による乱気流が発生し、隊列が乱れたところを反撃されて艦隊が壊滅する。唯一残ったメダルーザでアンドロメダの撃破を目論むものの地球艦隊の集中砲火に遭い、乗艦もろとも戦死する。

## PSゲームシリーズ
PS版『さらば宇宙戦艦ヤマト 愛の戦士たち』とPS2版『宇宙戦艦ヤマト 暗黒星団帝国の逆襲』に登場する。
所属は第六遊動艦隊で、容姿も『さらば』に準拠したものになっている一方、乗艦は『ヤマト2』に準拠してメダルーザ、劇中での活躍も『ヤマト2』に準拠している。
PS版『さらば』ではストーリー18「土星近海・絶対防衛圏」に登場。ヤマトの敵機動部隊撃滅直後に初登場し、ヤマトを追撃するが、地球艦隊の拡散波動砲によって自艦隊の多くを失う。その後は『ヤマト2』に準拠した展開となるが、メダルーザを先に撃破するとバルゼーが特攻を決断するシーンが省略される。
『暗黒星団帝国の逆襲』では、前述の「土星近海・絶対防衛圏」の回想ステージ「土星決戦」に登場。ストーリー展開やキャラクターのセリフなどは、PS版『さらば』と同じものとなっている。

## 宇宙戦艦ヤマト2202 愛の戦士たち
『さらば』『ヤマト2』のリメイクである本作では、帝星ガトランティスの第七機動艦隊司令長官となっており、ガトランティスの覇道を信じて疑わない人物とされている。
容姿は『さらば』のものをベースに、イスラ・パラカスの服装と同じ要素を混ぜている。乗艦も『さらば』に準拠しており、超大型空母のリメイクメカにして自らの名を記したガイゼンガン兵器群・アポカリクス級航宙母艦「バルゼー」に座乗する。
劇中では第1話で初登場。序盤から中盤にかけては大帝の間に列席する者の1人として登場するのみで、セリフもほぼ無いが、第17話以降は本格的に第七機動艦隊を率いて太陽系に侵攻する。物量による中央突破を目論み、自軍の勝利を疑っていなかったが、地球側も同じく時間断層によって増強した波動砲艦隊による物量で対抗してきたため、想定外の苦戦を強いられてズォーダーやゲーニッツから叱責されたうえ、土星圏に白色彗星をワープさせたズォーダーから「下がれ」と命じられてしまう。以降も第21話で大量のデスバテーターを出撃させるなど引き続き登場していたが、第24話でズォーダーがゴレムを起動させたことにより、死亡した。